# Alpes-Maritimes
Alpes-Maritimes („přímořské Alpy“) je francouzský departement ležící v regionu Provence-Alpes-Côte d'Azur. Hlavní město je Nice.

## Geografie

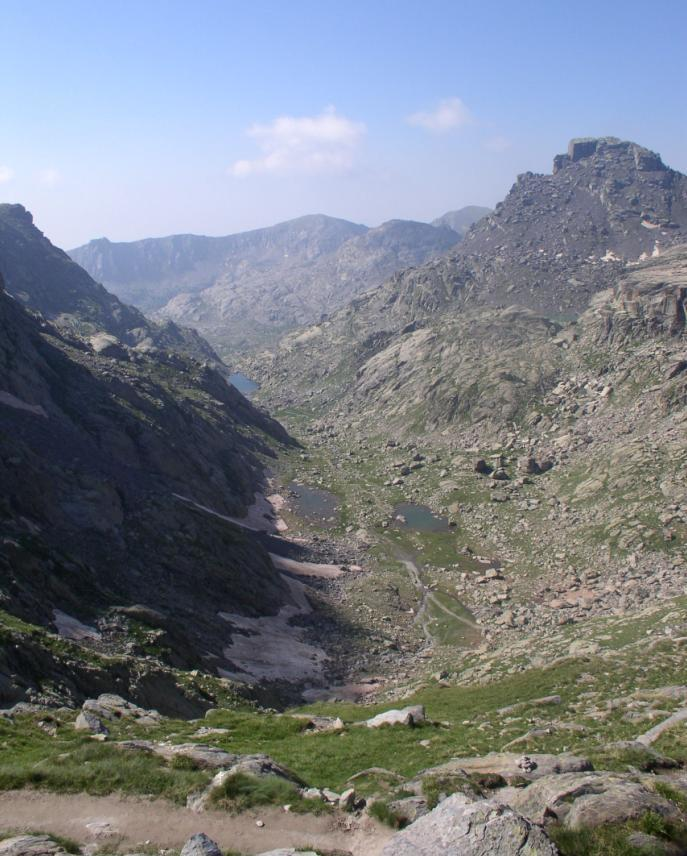
Vallée des Merveilles

Departement hraničí s Itálií a Monakem. Na pobřeží Středozemního moře se nachází Francouzská Riviéra, vnitrozemí vyplňují Přímořské Alpy s nejvyšším vrcholem Monte Gelàs (3 143 m n. m.). Klima přechází od středomořského po horské, je zde 300 slunečných dní v roce, ale také po Korsice nejvyšší počet bouřek na francouzském území.

## Nejvýznamnější města
- Antibes
- Cannes
- Grasse
- Menton
- Nice
- Roquebrune-Cap-Martin

## Historie
V době římské nadvlády zde existovala provincie Alpes Maritimae. V roce 1108 vzniklo Hrabství Nice, které roku 1388 získali Savojští. V letech 1793 až 1814 bylo území francouzským departementem, Vídeňský kongres je vrátil Savojsku a Turínskou smlouvou v roce 1860 se stalo součástí Francie. Po druhé světové válce se k departementu připojily obce La Brigue a Tende, které do té době patřily Itálii.
Departement je známou baštou pravice, po volbách v roce 2021 obsadili z 54 křesel v lokální radě 45 zástupci Les Républicains.
Hovoří se zde okcitánsky a ligursky. Obyvatelé departementu jsou nazýváni Maralpins. Podle departementu je pojmenován asteroid (100122) Alpes Maritimes.

## Hospodářství
Dominantním odvětvím jsou služby, turisty přitahují pláže i lyžařská střediska. Podle Eurostatu byl roku 2008 hrubý domácí produkt na hlavu 30 700 eur, což řadí Alpes-Maritimes na třinácté místo ve Francii. Na území departementu se nachází technologický park Sophia Antipolis.